# 퀴즈쇼 인천상륙작전
《퀴즈쇼 인천상륙작전》은 2000년 10월 9일부터 2001년 3월 30일까지 iTV 경인방송에서 방송되었던 퀴즈 정보 프로그램이다.

## 진행자

### 1기
- 김창준·김은우(2000년 10월 9일~2000년 12월 15일)

### 2기
- 정귀영(2000년 12월 18일~2001년 3월 30일)